# Evenaar

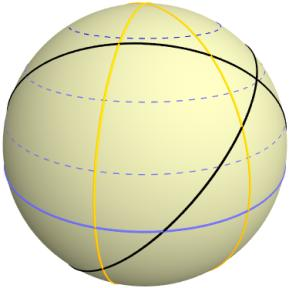

De evenaar, evennachtslijn of equator is de parallel op het aardoppervlak midden tussen de twee polen. De evenaar is een grootcirkel, die de Aarde in een noordelijk halfrond en een zuidelijk halfrond verdeelt.
De ligging van de evenaar werd in de 18e eeuw door een Franse expeditie onder leiding van Charles Marie de La Condamine bepaald. Hij wilde met zijn expeditie bewijzen dat aan de polen de Aarde is afgeplat. Hij heeft een fout van enkele honderden meters gemaakt, een fout die door de overheid van Ecuador in het monument Mitad del Mundo is vereeuwigd. Het land Ecuador is naar de evenaar genoemd.
De evenaar dient als referentie  voor het aangeven van de geografische breedte van een positie. De evenaar is daarbij nul graden NB/ZB en de polen liggen op 90° NB/ZB. De evenaar is volgens het GRS80 40 075 016, 685 6 m lang. Alle meridianen staan loodrecht op de evenaar.
De snelheid ten gevolge van de draaiing van de aarde is op de evenaar het grootst en bedraagt ongeveer 1670 kilometer per uur. Op de pool is deze snelheid het laagst, namelijk gelijk aan nul. Iemand die op de pool staat, draait alleen in het verlengde van de aardas maar om haar of zijn eigen as. Het waait op de evenaar niet harder dan ergens anders, omdat de atmosfeer van de aarde net zo hard meedraait.
Op de evenaar staat de zon tweemaal per jaar precies recht boven de grond, in het zenit. Dat geldt overigens voor het gehele gebied tussen de beide keerkringen. Daarom is het op de evenaar over het algemeen warm en zijn er geen seizoenen. Wel kent men er vaak een natte en een droge tijd. De zonkracht is op de evenaar gemiddeld het grootst.
De hemelevenaar is de projectie van de aardse evenaar op de hemelbol, dus ligt in hetzelfde vlak als de aardse evenaar, verdeelt de sterrenhemel in een noordelijke en zuidelijke sterrenhemel en is de basis van het astronomische coördinatenstelsel. De dag en de nacht zijn rond de evenaar vrijwel even lang zijn. De sterren aan de hemel beschrijven alle een halve cirkel, net als de zon. De Poolster, die in noordelijke gebieden vrijwel stil staat doordat de aardas erdoorheen wijst, is op en ten zuiden van de evenaar niet te zien.

## Landen op de evenaar

Politieke kaart van de wereld, met de evenaar

Het aardoppervlak bestaat rond de evenaar voor een groot deel uit oceaan. De volgende landen worden door de evenaar doorsneden:
- Sao Tomé en Principe
  - Ilhéu das Rolas
- Gabon
- Congo-Brazzaville
- Congo-Kinshasa
- Oeganda
- Kenia
- Somalië
- Malediven
- Indonesië
  - Pini - klein eiland bij Sumatra
  - Sumatra
  - Lingga
  - Borneo
    - Kalimantan

  - Sulawesi
  - Halmahera - met een paar kleine eilanden ten oosten
  - enkele kleine eilanden bij Waigeo
- Kiribati
  - Gilberteilanden - Waarschijnlijk geen enkel eiland ligt precies op de evenaar.
  - Phoenixeilanden
  - Line-eilanden
- Ecuador
  - Galapagoseilanden
    - Isabela.
- Colombia
- Brazilië

Equatoriaal-Guinea ligt niet pal op de evenaar, ook al is de evenaar in de naam van het land opgenomen. De evenaar loopt wel tussen het continentale deel Mbini en het zuidelijkste eiland Annobón van Equatoriaal-Guinea door, maar niet over het grondgebied.

## Neptunusritueel
Een zeeman die voor het eerst de evenaar overschrijdt, moet traditioneel een ontgroening ondergaan, de doop op de evenaar of het Neptunusritueel.
Evenaar · Poolcirkel · Noordpoolcirkel · Zuidpoolcirkel

Keerkring · Kreeftskeerkring · Steenbokskeerkring